# Anselmo Andrade
Anselmo Andrade és una localitat de São Tomé i Príncipe al districte de Cantagalo, a l'est de l'illa de São Tomé. La seva població és de 22 (2008 est.).

## Evolució de la població
| 2001 | 2008 |
| 19   | 22   |